# 中華民國駐印軍蘭伽公墓
23°36′35.96″N 85°29′35.96″E / 23.6099889°N 85.4933222°E

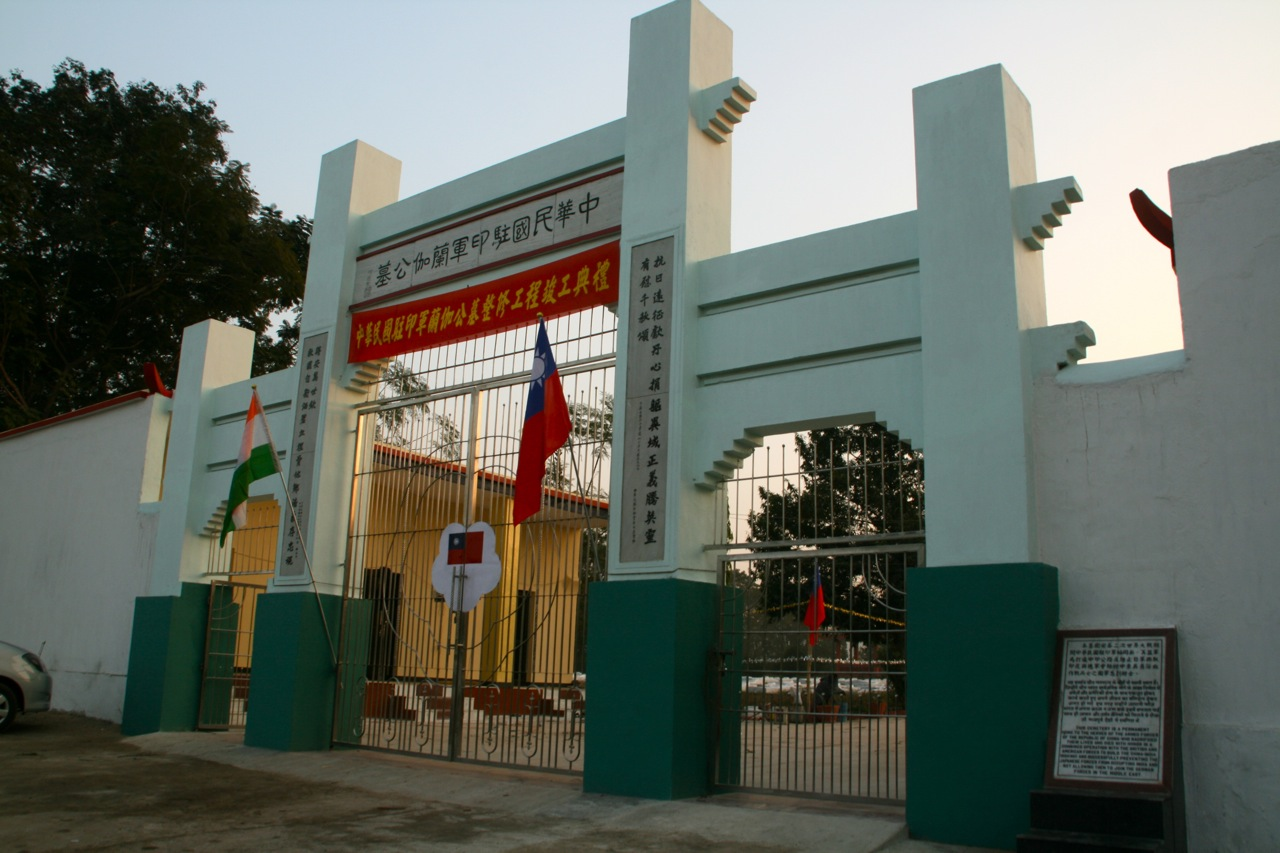
蘭伽公墓

中華民國駐印軍蘭伽公墓，位於印度贾坎德邦蘭伽，1943年參與第二次世界大戰的中國遠征軍於該地安葬國軍遺骸580具，現有667具，安葬者軍階最高為少將，最低為上等兵，雖然都有墓碑，但姓名可稽者僅40位。印度媒體報導，蘭伽公墓是1944年12月由國軍將領鄭洞國所建。
廣東華僑張其勇70年代在兰济市（Ranchi）开设一家名为 “香港餐厅”的中餐馆。他得知后，与侨社人士亲往当地军营同军官交涉谈判获准重修。在他的熱心奔走下，中華民國國防部於1982年撥款修繕並定名為印度蘭伽中國抗日遠征軍烈士公墓，後改為現名；2011年再次撥款修繕。